# Abramowice (Szczyrzyc)
Abramowice (dawniej Abrahamowice) – przysiółek wsi Szczyrzyc w Polsce, położony w województwie małopolskim, w powiecie limanowskim, w gminie Jodłownik.

## Historia
Dobra tabularne konwentu cystersów w Szczyrzycu, położone w 1905 roku w powiecie limanowskim Królestwa Galicji i Lodomerii. W latach 1975–1998 przysiółek administracyjnie należał do województwa nowosądeckiego. Abramowice znajdują się na północ od Szczyrzyca. Według danych z 1880 roku, przysiółek zamieszkany był przez 279 osób oraz znajdowały się tu 33 domostwa.